# Jelovo Brdo
Jelovo Brdo (en cyrillique : Јелово Брдо) est un village de Bosnie-Herzégovine. Il est situé dans la municipalité de Kalesija, dans le canton de Tuzla et dans la fédération de Bosnie-et-Herzégovine. Selon les premiers résultats du recensement bosnien de 2013, il compte 532 habitants.

## Démographie

### Évolution historique de la population
| 1948 | 1953 | 1961 | 1971 | 1981 | 1991 | 2013 |
| ---- | ---- | ---- | ---- | ---- | ---- | ---- |
| -    | -    | 391  | 443  | 526  | 607  | 532  |

|  |